# Похищението
„Похищението“ е български игрален филм (драма) от 2009 година на режисьора Пламен Масларов, по сценарий на Боян Биолчев. Оператори са Андрей Чертов и Емил Пенев. Художник на постановката е Анастас Янакиев.

## Сюжет
„Похищението“ е история, в която млад човек (Иван Радоев) попада в затвора, а един писател (Валентин Ганев) разказва неговата съдба. Така тя става сюжет на нашумял филм. За да си отмъсти, когато излиза от пандиза, го завлича в подземния свят. Не липсва и любовна история. Фаталната жена се играе от руската красавица Юлия Пересильд, позната от крими сериала „Мрежата“. Тя е защитен от полицията свидетел, но бива похитена.

## Актьорски състав
- Иван Радоев – Момчето
- Валентин Ганев – Сценариста
- Юлия Пересилд – Момичето
- Светослав Витков – Като себе си
- Васил Гюров – Като себе си
- Силвия Лулчева
- Мария Статулова
- Досьо Досев
- Васил Банов